# Maurandya
Maurandya – rodzaj roślin z rodziny babkowatych. Obejmuje w zależności od ujęcia 2–3 gatunki lub nawet 8 gatunków. Występują one w zachodniej części Ameryki Północnej – od Kalifornii po południowy Meksyk. Rosną na suchych skalistych terenach, na urwiskach i w zaroślach. Niektóre gatunki uprawiane są w ciepłym i suchym klimacie jako ozdobne, np. M. barclayana i M. scandens.

## Morfologia

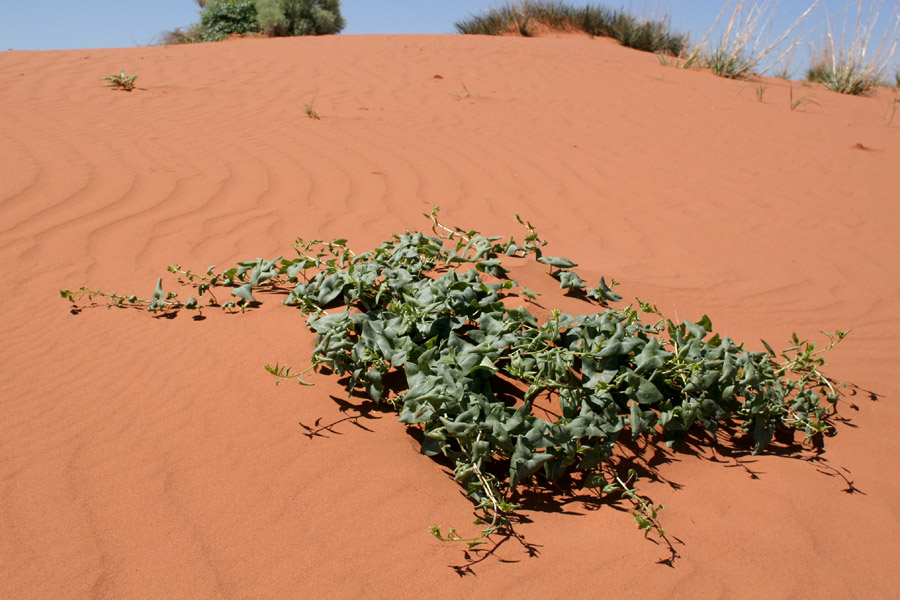
Maurandya wislizeni

PokrójByliny o pnących pędach osiągających do 3 m wysokości, czasem drewniejących u nasady. Rośliny wspinają się owijając ogonkami liściowymi na podporach.
LiścieSkrętoległe, pojedyncze, ząbkowane lub klapowane, zwykle trójkątne lub oszczepowate.
KwiatyWyrastają pojedynczo w kątach liści. Działek jest pięć i zrośnięte są w ogruczolony kielich. Płatki korony zrośnięte są u nasady w szeroką rurkę, na końcu dwuwargowe. Mają barwę czerwoną, purpurową, białą lub żółtawą. Większa dolna warga ma gardziel z podłużnymi grzbietami. Górna warga jest mniejsza i prosto wzniesiona. Pręciki są cztery, w dwóch parach. Zalążnia górna, dwukomorowa, z licznymi zalążkami i pojedynczą szyjką słupka.
OwoceTorebki otwierające się nieregularnie na szczycie.

## Systematyka
Rodzaj z rodziny babkowatych Plantaginaceae (dawniej tradycyjnie w szeroko ujmowanej rodzinie trędownikowatych Scrophulariaceae), wchodzący w obrębie plemienia Antirrhineae klad (zwany kladem Maurandya) wspólnie ze spokrewnionymi rodzajami: Asarina, Cymbalaria, Maurandella i Rhodochiton.
Wykaz gatunków
- Maurandya acerifolia Pennell
- Maurandya antirrhiniflora Humb. & Bonpl. ex Willd.
- Maurandya barclayana Lindl.
- Maurandya erecta Hemsl.
- Maurandya flaviflora I.M. Johnst.
- Maurandya petrophila Coville & C.V. Morton
- Maurandya scandens (Cav.) Pers.
- Maurandya wislizeni Engelm. ex A. Gray